# Muntbrug (Merwedekanaal)
De Muntbrug in het Merwedekanaal is een draaibrug uit 1887 in de Nederlandse stad Utrecht, tegenwoordig een rijksmonument.
De brug is in 1887, bij de realisering van het Merwedekanaal, aangelegd op de zuidoost-oever van de Leidsche Rijn; erover loopt de Leidseweg en aan de oevers liggen de Kanaalweg en Muntkade. De ijzeren brugconstructie is vervaardigd door de Haagse ijzergieterij De Prins van Oranje.
De brug ligt niet haaks op het kanaal en draait linksom (tegen de klokrichting) open tot hij evenwijdig aan het kanaal ligt, waardoor hij geen volledige 90°-draai hoeft te maken. Aanvankelijk werd de brug bediend met handkracht, later elektrisch.
De Muntbrug maakt deel uit van een sluizencomplex inclusief dienstwoningen op deze locatie. De brug kreeg in 1912 zijn huidige naam, bij de bouw van de Koninklijke Nederlandse Munt. De sluis wordt gewoonlijk Muntsluis genoemd maar is officieel Sluis Bewesten Utrecht gedoopt.
In 2015 is de Muntbrug verwijderd om elders te worden gerenoveerd, in augustus 2016 werd de gerenoveerde brug weer teruggeplaatst.

## Fotogalerij

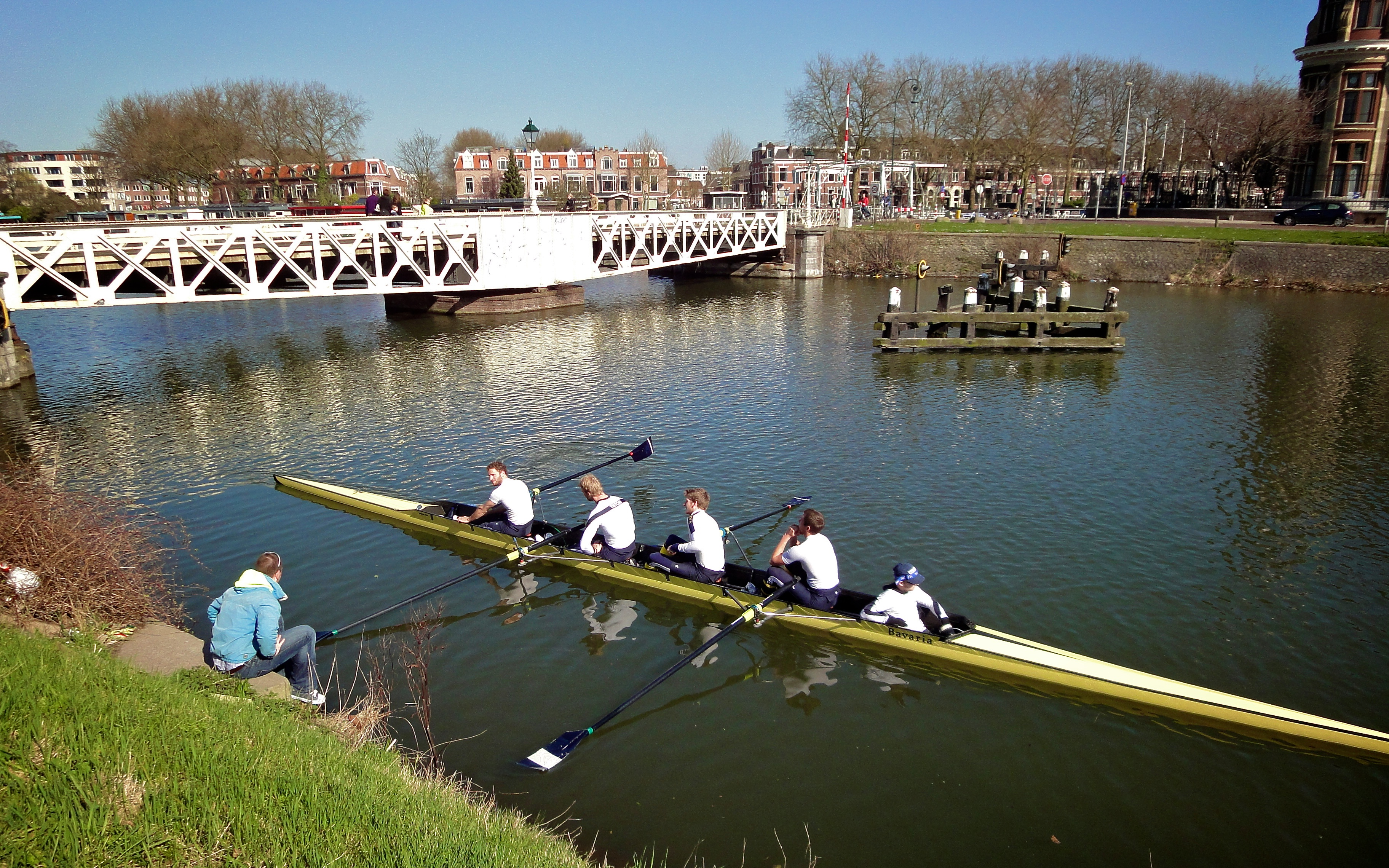
De Muntbrug vanaf de zuidwestzijde.
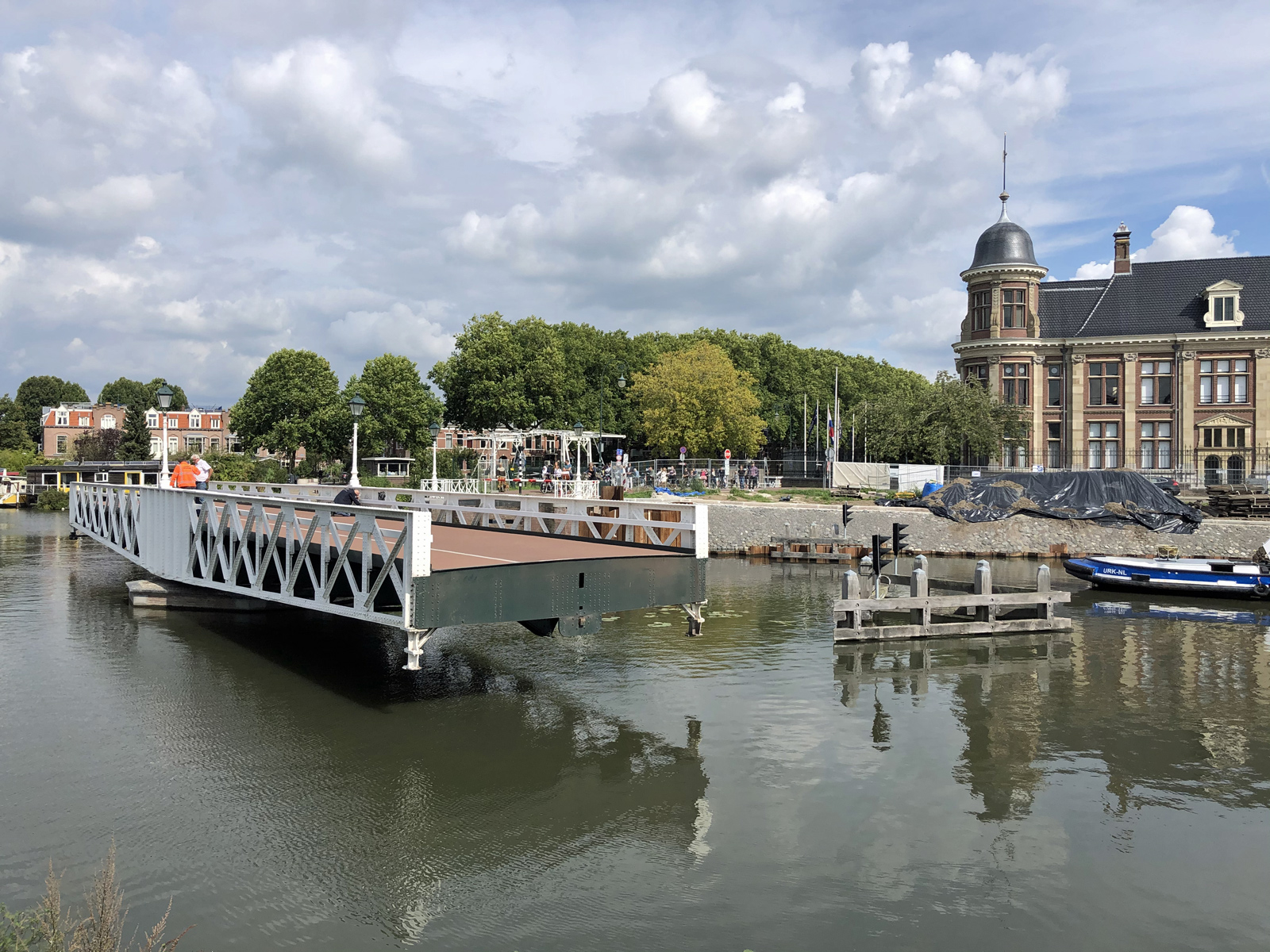
De Muntbrug in opengedraaide staat (september 2020)

Abel Tasmanbrug ·
Abstederbrug ·
Bakkerbrug ·
Bartholomeusbrug · 
Bezembrug · 
Bijlhouwersbrug ·
Brigittenbrug ·
Colignybrug ·
Dafne Schippersbrug ·
David van Mollembrug ·
Demka-spoorbrug ·
Driftbrug ·
Gaardbrug ·
Galecopperbrug · 
Gasthuismolenbrug ·
Geertebrug ·
Gildbrug · 
Goethebrug ·
Griftbrug ·
Hamburgerbrug ·
Herenbrug · 
Hogeweidebrug ·
Industriehavenbrug ·
Jacobibrug ·
Jan Pieterszoon Coenbrug ·
Jansbrug ·
Jansdambrug ·
Jeremiebrug ·
Julianabrug (Minstroom) ·
Jutphasebrug ·
Jutphasespoorbrug ·
J.M. de Muinck Keizerbrug ·
Kalisbrug ·
Krommerijnbrug ·
Lauwerechtbrug ·
Lucasbrug ·
Maarsbergerbrug ·
Maartensbrug ·
Magdalenabrug ·
Maliebrug ·
Marga Klompébrug ·
Marksbrug ·
Marnixbrug ·
Meernbrug ·
Minbrug ·
Monicabrug · 
Moreelsebrug ·
Muntbrug ·
Muntsluisbrug ·
Museumbrug ·
Noorderbrug ·
Oorsprongbrug ·
Oranjebrug ·    
Paulusbrug ·
Pausdambrug ·
Pietersbrug ·
Plompetorenbrug ·
Prins Clausbrug · 
Quintijnsbrug ·
Rode brug ·
Servaasbrug ·
Sint Martinusbrug ·
Smeebrug ·
Socratesbrug ·
Spinozabrug ·
Stadhuisbrug ·
Stammetsbrug ·
Stenenbrug ·
Tolsteegbrug ·
Vaaltbrug ·
Vaartscherijnbrug ·
Van Asch van Wijckbrug ·
Viebrug ·
Vleutensespoorbrug ·
Vollersbrug ·
Weerdbrug ·
Weesbrug ·
Werkspoorbrug ·
Werkspoorhavenbrug ·
Wittevrouwenbrug ·  
Zandbrug

Voormalige of in onbruik geraakte bruggen :
Brug met de twaalf gaten ·
Catharijnebrug · 
Hefbrug in de Kruisvaart ·
Julianabrug (Vaartsche Rijn) ·
Molenbrug · 
Smakkelaarsbrug ·
Vleutensebrug ·
Willemsbrug